# Tachydromia bimaculata
Tachydromia bimaculata är en tvåvingeart som först beskrevs av Friedrich Hermann Loew 1863.  Tachydromia bimaculata ingår i släktet Tachydromia och familjen puckeldansflugor. Inga underarter finns listade i Catalogue of Life.